# Bedieningen (NHK)
Bedieningen zijn volgens artikel VII van de kerkorde van de Nederlandse Hervormde Kerk (1951) gekwalificeerde functies die wezenlijk onderscheiden worden van de ambten. Ze zijn bedoeld tot bijstand in de taak van de ambtsdragers.
Anders dan het ambt staan bedieningen buiten de regering van de kerk en worden geacht op te komen uit het algemeen priesterschap der gelovigen en vooral te zijn gericht op de vervulling van de apostolaire taak van de kerk. Bedieningen zijn incidenteel naar tijd en gelegenheid.
In andere protestantse kerken wordt ook wel het verschijnsel aangetroffen dat gewone leden soortgelijke werkzaamheden verrichten als hier bedoeld zijn. Men heeft daarvoor echter in de kerkorde niet een eigen officiële positie in het leven geroepen.
In de kerkorde van de Protestantse Kerk in Nederland wordt niet meer gesproken van "bedieningen", maar van "diensten". De Hersteld Hervormde Kerk gebruikt nog steeds de Kerkorde van 1951 en kent nog wel de bedieningen.
Het begrip bediening heeft in de pinkster- en charismatische beweging doorgaans een andere betekenis, namelijk het hebben van een bepaalde taak of roeping in de gemeenten, zoals genezing, die niet noodzakelijk aan een ambt gebonden is.